# Oswald Knauer
Oswald Knauer (15. června 1892 Tulln an der Donau – 29. června 1967 Vídeň) byl rakouský úředník a právník. Od roku 1912 pracoval jako stenograf u Říšské rady. V letech 1915 až 1957 působil v různých pozicích pro město Vídeň. Po odchodu do důchodu se věnoval historickému a biografickému bádání.

## Dílo
- Wien in der Volksvertretung von 1848 bis 1951 (Vídeň v Národním shromáždění od 1848 do 1951)
- Der Wiener Gemeinderat 1861-1962 (Vídeňská obecní rada 1861–1962)
- Österreichs Männer des öffentlichen Lebens von 1848 bis heute (Rakouští muži veřejného života od 1848 do dneška)
- Das österreichische Parlament von 1848-1966 (Rakouský parlament v letech 1848–1966).